# Peter Bilý
Peter Bilý (Košice, 1978) és un escriptor eslovac, autor de quatre novel·les i quatre llibres de poesia. La seva obra ha estat traduïda a diversos idiomes. En castellà va ser publicada l'antologia de la seva poesia sota el títol "En la captivitat de la imatge" (Amargord, 2012). Al seu país natal els seus llibres han rebut diversos premis nacionals i la seva obra, àmpliament rebuda per lectors, no ha estat exempta de controvèrsies i reaccions negatives del sector conservador del país, especialment per part de l'Església Catòlica.

## Obra
Novel·la
- 2012 - Inzerát na život, ktorý som nechcel žiť (L'anunci per a una vida que no vaig voler viure)
- 2007 – Do Giovanni
- 2005 – Vzbura anjelov (La rebel·lió dels àngels)
- 2004 – Démon svätosti (El dimoni de la santedat)

Poesia
- 2009 – Nočné mesto (La ciutat de nit)
- 2006 – Posledná migdiada milencov (L'última migdiada dels amants)
- 2002 – V zajatí obrazu (En la captivitat de la imatge)
- 2001 – Spomalené prítmie (La penombra relentida)

## Premis
- Premi de la revista Knižná revue: Llibre de l'any 2007 (Don Giovanni)
- Premi de l'editorial Slovenský spisovateľ 2004 (Démon svätosti)
- Premi de Rude Sloboda Rubato 2001 (Spomalené prítmie)
- 2n finalista del Premi d'Ivan Krasko 2001 (Spomalené prítmie)
- 2n finalista del premi de Perla Bžochová 2001 (traducció, G. Apollinaire: Bestiari o Festeig d'Orfeu)